# International Superstar Soccer (jeu vidéo, 1994)
Cet article concerne le jeu vidéo de 1994. Pour la série, voir International Superstar Soccer. Pour le jeu vidéo de 2000, voir ISS: International Superstar Soccer.
International Superstar Soccer (実況ワールドサッカーパーフェクトイレブン, Jikkyō Wārudo Sakkā Pāfekuto Irebun) est un jeu vidéo de football développé par Konami Deutschland et édité par KCEO, sorti en 1994 sur Super Nintendo.

## Accueil
- GamePro : 4/5[1]
- Joypad : 91 %[2]